# Skelmorlie
Skelmorlie är en ort i Storbritannien.   Den ligger i kommunen North Ayrshire och riksdelen Skottland, i den nordvästra delen av landet, 600 km nordväst om huvudstaden London. Skelmorlie ligger 63 meter över havet och antalet invånare är 1 859.
Terrängen runt Skelmorlie är kuperad österut, men västerut är den platt. Havet är nära Skelmorlie västerut. Runt Skelmorlie är det ganska tätbefolkat, med 54 invånare per kvadratkilometer. Närmaste större samhälle är Greenock, 11,7 km nordost om Skelmorlie. Trakten runt Skelmorlie består i huvudsak av gräsmarker.